# TICAM-1
TICAM-1, или TRIF, (англ. TIR domain-containing adaptor molecule 1, TICAM-1; TIR domain-containing adaptor inducing interferon-beta, TRIF) — внутриклеточный адаптерный белок, относится к группе TIR домен-содержащих белков, участвующих в передаче сигнала от толл-подобных рецепторов. Открыт в 2002 году. TICAM-1 особенно важен в функционировании противовирусного рецептора TLR3.

## Структура и функция
TICAM-1 состоит из 712 аминокислот. Консервативный пролин TIR-домена находится на C-конце молекулы белка. Продуцируется во всех тканях организма с наиболее высоким уровнем в печени. При проникновении в клетку вирусной РНК рецептор TLR3 димеризуется и связывает TICAM-1. Это в свою очередь приводит к последующей диссоциации TICAM-1 от активированного рецептора и образованию другого промежуточного внутриклеточного белкового комплекса TICAM-1 с белками RIP1, TRAF3 и NAP1, которые активируют сигнал к ядерному фактору NF-kB и синтезу провоспалительных цитокинов.

## См.также
- Толл-подобные рецепторы
- TLR3
- TICAM-2